# Xingyi
Xingyi (en chino, 兴义; pinyin, Xīngyì, léase Sing-Yi) es un municipio bajo la administración directa de la Prefectura Qianxinan en la Provincia de Guizhou, República Popular China.  Su área es de 2908 km² y su población total para 2020 superó el millón de habitantes.

## Administración
Desde julio de 2020, el municipio Xingyi se divide en 32 pueblos que se administran en 12 subdistritos,   17 poblados y 3 villas.